# Mira Awad

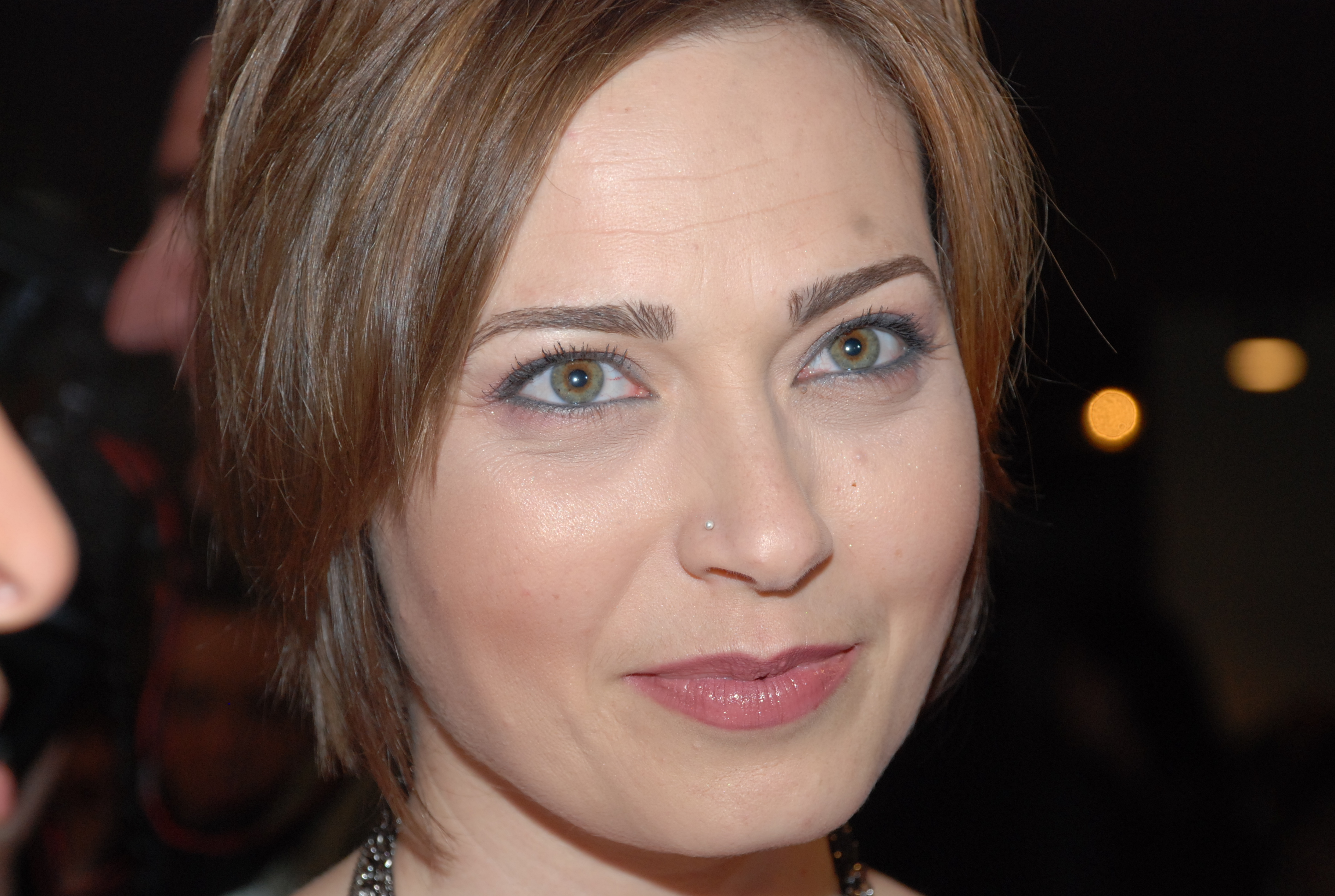
Mira Awad (2009)

Mira Awad (arabisch ميرا عوض, DMG Mīrā ʿAwaḍ; hebräisch מִירָה עַווַד; * 11. Juni 1975 in Rameh, Galiläa) ist eine arabisch-israelische Schauspielerin und Sängerin.

## Leben
Mira Awad ist die Tochter von Anwar Awad, einem Arzt christlich-palästinensischer Herkunft, und Snejana (Снежанка) Awad, einer bulgarischen Lektorin für Slawische Sprachen. Des Weiteren hat Mira noch zwei Brüder: Alan und Sinan. Awad ist mit dem ukrainischstämmigen Israeli Kosta Mogilevych verheiratet.

## Karriere
Awad studierte nach dem Schulabschluss zunächst Englische Literatur und bildende Künste an der Universität Haifa, das Studium brach sie jedoch ohne Abschluss ab. Gleichzeitig begann sie in Ramat haScharon das Studium an der Rimmon School of Jazz and Contemporary Music, wo sie die erste arabische Studentin war. Sie besuchte zudem eine Schauspielschule.
Awad wurde schnell durch das israelische Fernsehen bekannt, als sie in der Sit-Com Arab Labor (von Sayed Kashua) als palästinensisch-israelische Rechtsanwältin auftrat. Sie hatte weitere Rollen in The Bubble – Eine Liebe in Tel Aviv, einem Film von Eytan Fox, und Plonter, einer Tragikomödie von Yaʾeli Ronen. Des Weiteren hat sie die Titellieder für die Filme Forgiveness (von Udi Aloni) und Lemon Tree (von Eran Riklis) gesungen. Ab Sommer 2002 war sie dann als Eliza Doolittle in der Theaterversion von My Fair Lady (von Micha Levinson) zu sehen, im Tel Aviv Performing Arts Center. Sie nahm außerdem beim Festival Festigal für Kinderlieder mit ihrem Song Take the Journey teil. 2005 arbeitete Awad mit The Idan Raichel Project zusammen an dem Song Azini für das zweite Album der Gruppe (Mi'Maʿamakim, hebräisch מִמַּעֲמָקִים mi-Maʿamaqīm, deutsch ‚aus Tiefen‘). Ein Jahr später war sie als IDF-Soldat in einer Cameri-Verfilmung von Maya Arads Roman Another Place, a foreign city und in dem TV-Drama Noah’s Ark als Ruthi zu sehen. Sie nahm in der 5. Staffel von Rokdim Im Kokhavim teil, der israelischen Version von Dancing with the Stars. Ihr Tanzpartner war Dani Yochtman und sie erreichten zusammen das Halbfinale und anschließend den 4. Platz.

## Eurovision Song Contest 2009
Im Januar 2009 wurde bekannt, dass Mira gemeinsam mit der jüdisch-israelischen Sängerin, Liedermacherin und Friedensaktivistin Achinoam Nini (Noa) Israel beim Eurovision Song Contest repräsentieren sollte. Der Song Israels zog ins Finale ein und erzielte zwar nur den 16. Platz, die beiden so unterschiedlichen Frauen aus dem ISrael gewannen allerdings auch weltweite Aufmerksamkeit. Mira Awad war außerdem die erste Künstlerin arabischer Herkunft, die Israel präsentierte und es war ebenfalls der erste israelische Beitrag mit arabischen Textzeilen. (Mira Awad hatte bereits im Jahre 2005 versucht am ESC mit ihrem Song Zman (hebräisch זְמָן ‚Zeit‘) teilzunehmen, hatte im Nationalen Finale jedoch nur den 8. Platz erreicht und die internationale Teilnahme war ihr verwehrt geblieben.) Im Folgejahr gehörte Mira dann zu der Jury, die den Song von Harel Skaat für den ESC 2010 auswählte.

## Auszeichnungen
Am 19. November 2009 wurden Noa und Awad von Givʿat Chaviva mit dem Chaviva Reik Friedenspreis ausgezeichnet, um ihre Arbeit für den Frieden und für eine bessere Kommunikation zwischen Arabern und anderen Israelis zu ehren.

## Album: Bahlawan / בהלואן / بهلوان
Im Juni 2009 erschien Miras Album Bahlawan (arabisch بهلوان ‚Akrobat‘ oder "Seiltänzer"; hebräisch בהלואן). Auf dieser CD befinden sich ihre erfolgreichsten Titel, die sie selbst geschrieben hat (in Zusammenarbeit mit dem Gitarristen Amos Ever-Hadani).

## Zusammenarbeit mit Noa
Außerdem erschien am 15. Mai 2009 auch noch eine gemeinschaftliche CD mit Achinoʿam Nini, mit allen zusammen gesungenen Songs und Solos beider Künstlerinnen.
2002 hat sie mit Achinoʿam Nini an deren Album Now gearbeitet und mit ihr eine neue Version des Beatles-Song We can work it out aufgenommen, der bei breiter Masse Anklang fand. Im Mai 2004 traten Mira und Noa dann zusammen beim We are the Future-Konzert in Rom auf und sangen Noas Song Schalom Schalom diesmal als eine etwas abgeänderte Variante (Schalom Salam). Bei der Serie Dancing with the stars traten Mira und Noa in der sechsten Folge zusammen mit dem Song A candle in the window auf. 
Die beiden Sängerinnen traten am ersten Abend des Sanremo-Festivals 2025 auf und sangen eine mehrsprachige Version von John Lennons Imagine.